# Campeonato Africano de Voleibol Femenino Sub-20 de 2010
La XIII edición del Campeonato Africano de Voleibol Femenino Sub-20 se llevó a cabo en Túnez del 14 al 19 de octubre. Los equipos nacionales compitieron por dos cupos para el Campeonato Mundial de Voleibol Femenino Sub-20 de 2011 a realizarse en Perú.  

## Grupo

### Clasificación
| Pos | Equipo          | PJ | PG | PP | SG | SP | PTS |
| --- | --------------- | -- | -- | -- | -- | -- | --- |
| 1   | Egipto          | 4  | 4  | 0  | 12 | 0  | 12  |
| 2   | Túnez           | 4  | 3  | 1  | 9  | 6  | 8   |
| 3   | Argelia         | 4  | 2  | 2  | 8  | 7  | 7   |
| 4   | Ruanda          | 4  | 1  | 3  | 5  | 9  | 3   |
| 5   | Costa de Marfil | 4  | 0  | 4  | 0  | 12 | 0   |

#### Resultados
| Fecha    | Encuentro                 | Resultado | Set   | Set   | Set   | Set   | Set   | Puntuación total |
| Fecha    | Encuentro                 | Resultado | 1     | 2     | 3     | 4     | 5     | Puntuación total |
| -------- | ------------------------- | --------- | ----- | ----- | ----- | ----- | ----- | ---------------- |
| 14-10-10 | Egipto - Argelia          | 3-0       | 29-27 | 25-16 | 25-14 |       |       | 79-57            |
| 14-10-10 | Túnez - Costa de Marfil   | 3-0       | 25-11 | 25-01 | 25-08 |       |       | 75-20            |
| 15-10-10 | Argelia - Costa de Marfil | 3-0       | 25-07 | 25-06 | 25-09 |       |       | 75-22            |
| 15-10-10 | Egipto - Ruanda           | 3-0       | 25-11 | 25-14 | 25-16 |       |       | 75-41            |
| 16-10-10 | Ruanda - Costa de Marfil  | 3-0       | 25-05 | 25-09 | 25-04 |       |       | 75-18            |
| 16-10-10 | Túnez - Argelia           | 3-0       | 14-25 | 25-12 | 28-26 | 26-28 | 15-12 | 107-102          |
| 15-10-10 | Egipto - Costa de Marfil  | 3-0       | 25-07 | 25-04 | 25-03 |       |       | 75-14            |
| 15-10-10 | Túnez - Ruanda            | 3-1       | 25-19 | 23-25 | 25-19 | 25-19 |       | 98-82            |
| 16-10-10 | Argelia - Ruanda          | 3-1       | 25-21 | 25-23 | 16-25 | 25-18 |       | 91-87            |
| 16-10-10 | Egipto - Túnez            | 3-0       | 25-18 | 25-19 | 25-16 |       |       | 75-53            |

## Clasificación General
| Pos | Equipo          |
| --- | --------------- |
|     | Egipto          |
|     | Túnez           |
|     | Argelia         |
| 4   | Ruanda          |
| 5   | Costa de Marfil |

| Predecesor: Kenia 2008 | Campeonato Africano de Voleibol Femenino Sub-20 Túnez 2010 | Sucesor: Nigeria 2013 |